# Plan Vance

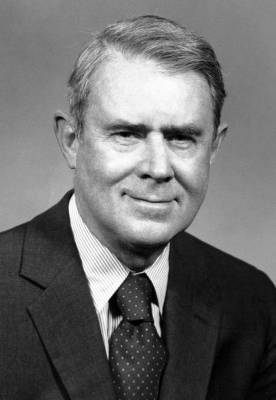
Cyrus Vance, autor del Plan Vance

El Plan Vance (en croata: Vancenov Plan, en serbio latino: Vancenov Plan) fue un plan de paz negociado por el ex Secretario de Estado de Estados Unidos Cyrus Vance en noviembre de 1991 durante la Guerra de la Independencia de Croacia. Entonces, Vance era el Enviado Especial del Secretario General de las Naciones Unidas. Durante las negociaciones, fue asistido por el diplomático de los Estados Unidos Herbert S. Okun.
El plan fue diseñado para implementar un alto el fuego, desmilitarizar partes de Croacia que estaban bajo el control de los serbocroatas y el Ejército Popular de Yugoslavia (JNA), permitir el regreso de los refugiados y crear condiciones favorables para negociaciones sobre una solución política permanente del conflicto resultante de la disolución de Yugoslavia.
El Plan Vance derivó en dos acuerdos. El primero, conocido como el Acuerdo de Ginebra, fue firmado por Yugoslavia por el ministro de Defensa, General Veljko Kadijević, el presidente de Serbia Slobodan Milošević y el presidente Croata Franjo Tuđman en Ginebra, Suiza, el 23 de noviembre de 1991. Debido a que el alto el fuego acordado en ese momento no se llevó a cabo, nuevas negociaciones resultaron en el Acuerdo de Implementación del 2 de enero de 1992. Éste, firmado en Sarajevo, Bosnia y Herzegovina, por el Coronel General JNA Andrija Rašeta y el ministro de defensa croata Gojko Šušak, produjo un alto el fuego duradero, supervisado por la Fuerza de Protección de las Naciones Unidas (UNPROFOR). Las partes no implementaron completamente los aspectos principales restantes del Plan Vance.

## Antecedentes

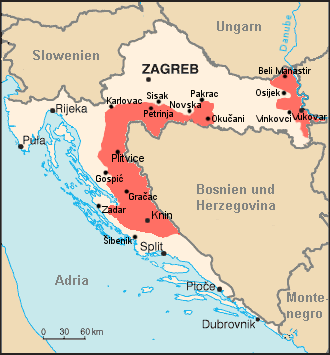
Áreas bajo control serbocroata y del Ejército Popular Yugoslavo en enero de 1992

En agosto de 1990, se inició un levantamiento de los serbios en Croacia contra las autoridades de Zagreb. Se centró en las áreas con poblaciones serbias significativas en el interior de Dalmacia, en la ciudad de Knin,, en partes de las regiones de Lika, Kordun y Banovina y en los asentamientos de Eslavonia Oriental. Estas áreas fueron declaradas posteriormente como Distrito / Región Autónoma de Krajina (SAO Krajina). Después de que la SAO declaró su intención de unirse a Serbia, el Gobierno de Croacia la declaró una organización rebelde. En marzo de 1991, el conflicto se intensificó, lo que resultó en la Guerra de Croacia y en las Guerras Yugoslavas. En junio de 1991, Croacia declaró su independencia que, junto con la de Eslovenia generaron la disolución de Yugoslavia. Se estableció una moratoria de tres meses para la independencia de Croacia por lo que la declaración tuvo efecto el 8 de octubre de 1991.
La Guardia Nacional Croata (en croata: Zbor narodne garde - ZNG) se formó en mayo de 1991 debido a que el Ejército Popular Yugoslavo (Jugoslavenska Narodna Armija - JNA) apoyó cada vez más a la SAO Krajina y la Policía Croata no pudo hacer frente a la situación. En noviembre del mismo año, el ZNG pasó a denominarse Ejército Croata (en croata: Hrvatska vojska, HV). El establecimiento de la Fuerza Militar de Croacia se vio obstaculizada por un embargo de armas de las Naciones Unidas que se estableció en septiembre de 1991.
Los últimos meses de 1991 vieron la lucha más feroz de la guerra, que culminó en la Batalla de los Cuarteles, el Asedio de Dubrovnik y la Batalla de Vukovar.

## Acuerdo de Ginebra
El Plan Vance fue el resultado de una misión diplomática de Cyrus Vance, ex Secretario de Estado de los Estados Unidos y luego Enviado Especial del Secretario General de las Naciones Unidas. Fue asistido por el diplomático estadounidense Herbert Okun y el Secretario General Adjunto de las Naciones Unidas para Asuntos Políticos Especiales, Marrack Goulding. La misión se envió a Yugoslavia con el objetivo negociar el fin de las hostilidades en Croacia a fines de 1991. El plan proponía un alto el fuego, la protección de civiles en áreas específicas designadas como Áreas Protegidas de las Naciones Unidas (UNPA) y una operación de mantenimiento de la paz de las Naciones Unidas en Croacia.
El plan se presentó por primera vez al Presidente de Serbia, Slobodan Milošević quién lo encontró totalmente aceptable y prometió que se aseguraría de que el liderazgo de la Región Autónoma Serbia de la Krajina (SAO Krajina) lo apoyara. Su respaldo lo brindó porque aseguraba la preservación de las ganancias territoriales serbias de 1991, retuvo la administración de los serbocroatas en las áreas donde se desplegaría el personal de mantenimiento de la paz y permitió que JNA se enfocara en Bosnia y Herzegovina. Vance luego se reunió con el ministro de defensa yugoslavo General JNA Veljko Kadijević, quien también respaldó el plan, al parecer, por insistencia de Milošević. Luego el plan fue aceptado por el presidente croata Franjo Tuđman, por lo que el Acuerdo de Ginebra fue firmado por Tuđman, Milošević y Kadijević en Ginebra, Suiza, el 23 de noviembre de 1991. El Acuerdo era una condición previa para el despliegue de la fuerza de paz de las Naciones Unidas. Comprendía cuatro disposiciones: el fin del bloqueo croata de los cuarteles de JNA, el retiro de personal y equipo de JNA de Croacia, la implementación de un alto el fuego y la facilitación de la entrega de ayuda humanitaria.
Las partes del acuerdo también acordaron el despliegue de una misión de mantenimiento de la paz en Croacia, que luego fue autorizada mediante Resolución 721 del Consejo de Seguridad de las Naciones Unidas del 27 de noviembre tras una solicitud formal de despliegue de las fuerzas de paz presentada por el gobierno yugoslavo el día anterior.
El Plan Vance se aprobó de conformidad con la Resolución 721 como parte del Informe del Secretario General de las Naciones Unidas presentado el 11 de diciembre aprobado por Resolución 724 (1991) del Consejo de Seguridad de las Naciones Unidas. Esa resolución determinó que las condiciones necesarias para desplegar el personal de mantenimiento de la paz aún no se habían cumplido. En cambio, Naciones Unidas desplegó 50 oficiales de enlace para preparar la misión (Oficina Militar de Enlace de Naciones Unidas en Yugoslavia - UNMLOY) mientras que el combate continuaba. El bloqueo de los cuarteles de JNA en territorio controlado por Ejército Croata (HV) se mantuvo hasta diciembre de 1991.
En la última ronda de reuniones de diez días, Vance negoció otro acuerdo de alto el fuego como un acuerdo provisional respaldado por un despliegue de fuerzas de paz para supervisarlo. El último obstáculo para el acuerdo se eliminó cuando Tuđman acordó levantar el bloqueo de los restantes cuarteles de JNA en el territorio controlado por HV el 25 de diciembre. Esto cumplió con las condiciones de Kadijević para la implementación del alto el fuego y Milošević declaró que no tenía objeciones al plan el 31 de diciembre.

## Acuerdo de Implementación
El acuerdo final se conoce como el Plan Vance, el Acuerdo de Implementación o Acuerdo de Sarajevo  (en croata: Sarajevski sporazum). El despliegue de Naciones Unidas fue posible gracias a la aceptación de que el acuerdo no era uno político final y la descripción del papel de la misión de Naciones Unidas, que permitió que ambas partes la reclamaran como una victoria. La SAO Krajina afirmó que la situación permitía el mantenimiento de sus autoridades hasta que se llegara al acuerdo político final, prácticamente asegurando que SAO Krajina no tuviera incentivos para negociar. Los croatas creían que Naciones Unidas restauraría el área controlada por los serbios a la autoridad croata, que la ONU no intentaría.
Luego de cuatro horas de negociaciones, el acuerdo fue firmado por el ministro de Defensa croata Gojko Šušak y el comandante adjunto el Vto Distrito Militar, Teniente Coronel General Andrija Rašeta en Sarajevo, Bosnia y Herzegovina, el 2 de enero de 1992. Fue el 15.º acuerdo de alto el fuego firmado desde el inicio de la Guerra de Independencia de Croacia el 31 de marzo de 1991. El alto el fuego fue mayormente respetado luego que tuviera efecto a partir del 3 de enero a las 1800 horas. La principal excepción fue en el área de Dubrovnik, donde el JNA ocupaba posiciones alrededor de la ciudad y en las cercanías Konavle hasta julio de 1992. Esa área no fue incluida en las previsiones de despliegue de la fuerza de mantenimiento de la paz. El 4 de enero, la Armada Yugoslava se retiró de la base naval Lora cerca de Split. El 5 de enero, el General de División Imra Agotić, comandante del ZNG, observó 84 violaciones de alto el fuego por parte de los serbios. El 7 de enero, la Fuerza Aérea Yugoslava derribó un helicóptero de la Misión de Monitoreo de la Comunidad Europea. Al día siguiente, Kadijević renunció como Ministro de Defensa y fue reemplazado por el Coronel General Blagoje Adžić.
El Plan Vance fue diseñado para detener los combates en Croacia y permitir que las negociaciones continúen sin el impacto de las hostilidades en curso. No ofrecía soluciones políticas por adelantado. El plan implicó el despliegue de la Fuerza de Protección de las Naciones Unidas de 10.000 miembros en las tres áreas de conflicto principales designadas como Áreas Protegidas de las Naciones Unidas (UNPAs). El plan enumeraba los municipios específicos que debían incluirse en cada UNPA pero los límites exactos de cada una de ellas no fueron definidos claramente porque varios municipios solo se incluirían parcialmente. La tarea de definir los límites exactos de cada UNPA se delegó a los oficiales de enlace desplegados por adelantado, en cooperación con las autoridades en cada área. La creación de las UNPAs fue necesaria para que Milošević y Tuđman aceptaran el plan. Las autoridades de Yugoslavia, dominadas por los serbios, solicitaron originalmente el despliegue de una fuerza de las Naciones Unidas a lo largo de una zona entre las zonas serbias y croatas, lo que refleja el deseo de los serbios de ver a la fuerza de mantenimiento de la paz asegurando las líneas de confrontación. Croacia quería que la fuerza de Naciones Unidas se desplegara a lo largo de sus fronteras internacionales. Las UNPA sirvieron para satisfacer formalmente a ambas partes.
| UNPA                 | Municipality    | Notes                                    |
| Eslavonia Oriental   | Beli Manastir   | todo el municipio                        |
| Eslavonia Oriental   | Vukovar         | todo el municipio                        |
| Eslavonia Oriental   | Osijek          | areas east of the city of Osijek         |
| Eslavonia Oriental   | Vinkovci        | unspecified villages in the extreme east |
| Eslavonia Occidental | Grubišno Polje  | todo el municipio                        |
| Eslavonia Occidental | Daruvar         | todo el municipio                        |
| Eslavonia Occidental | Pakrac          | todo el municipio                        |
| Eslavonia Occidental | Nova Gradiška   | parte oeste del municipio                |
| Eslavonia Occidental | Novska          | parte este del municipio                 |
| Krajina              | Benkovac        | todo el municipio                        |
| Krajina              | Dvor            | todo el municipio                        |
| Krajina              | Donji Lapac     | todo el municipio                        |
| Krajina              | Glina           | todo el municipio                        |
| Krajina              | Gračac          | todo el municipio                        |
| Krajina              | Knin            | todo el municipio                        |
| Krajina              | Kostajnica      | todo el municipio                        |
| Krajina              | Obrovac         | todo el municipio                        |
| Krajina              | Petrinja        | todo el municipio                        |
| Krajina              | Slunj           | todo el municipio                        |
| Krajina              | Titova Korenica | todo el municipio                        |
| Krajina              | Vojnić          | todo el municipio                        |
| Krajina              | Vrginmost       | todo el municipio                        |

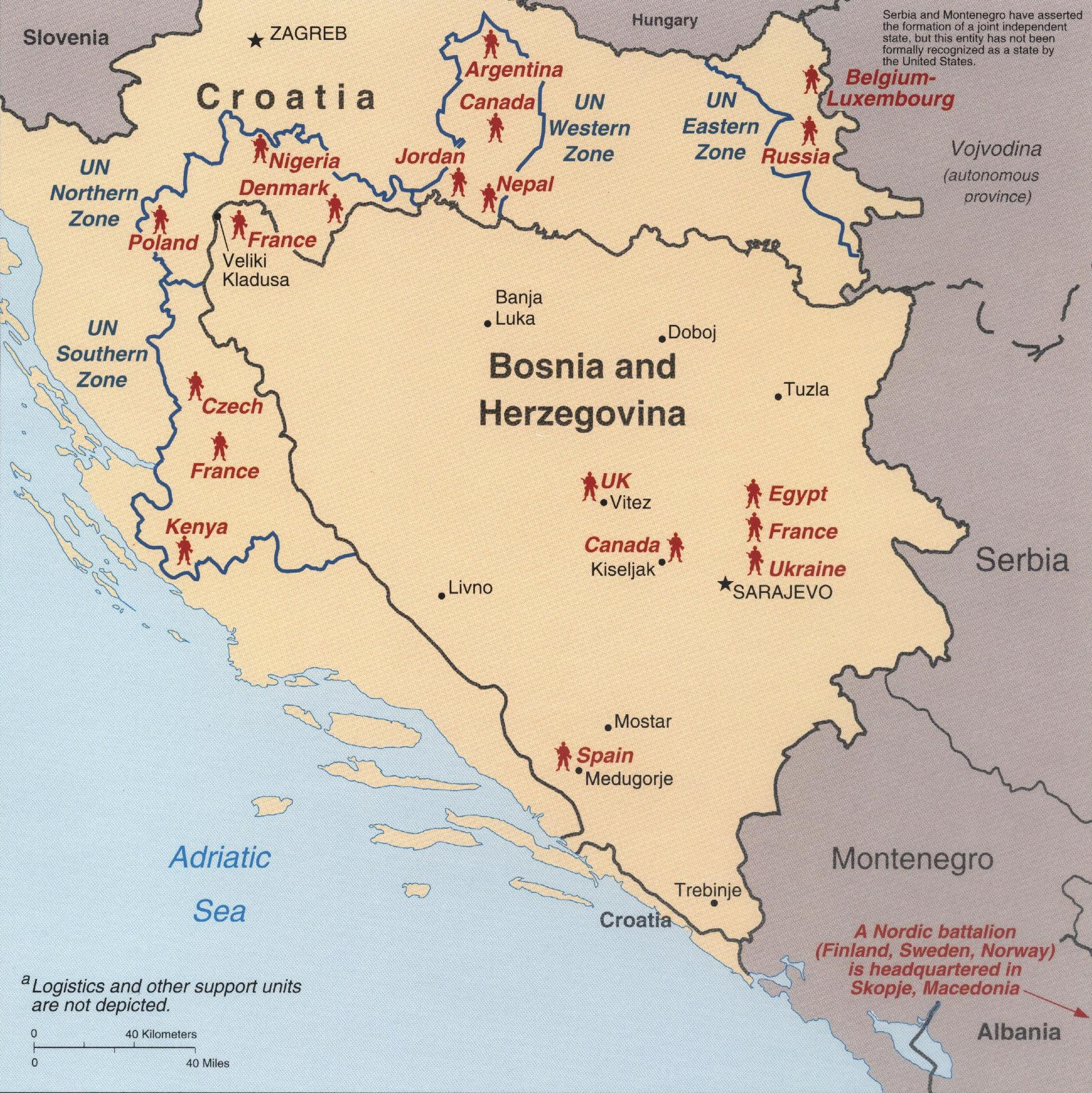
Despliegue de UNPROFOR en marzo de 1993.

A UNPROFOR se le encargó de crear zonas de amortiguamiento entre los beligerantes, desarmar a las tropas de la Fuerza de Defensa Territorial (TO) de los serbocroatas, supervisar el retiro de JNA y HV de las UNPAs y el regreso de los refugiados a esas áreas. La Resolución 743 del Consejo de Seguridad de las Naciones Unidas del 21 de febrero de 1992 describió la base legal de la misión, solicitada y acordada en noviembre de 1991, sin referencia explícita a Capítulo VI o Capítulo VII de la Carta de las Naciones Unidas. En cambio, la resolución referida sí mencionaba al Capítulo VIII de la Carta de las Naciones Unidas, que prevé su cumplimiento a través de acuerdos u organismos regionales después de una nueva autorización del Consejo de Seguridad de las Naciones Unidas.
El presidente de la SAO Krajina Milan Babić se negó a aprobar el plan. Milošević lo convocó a Belgrado donde él, miembros serbios de la Presidencia Federal de Yugoslavia, comandantes de JNA y líderes serbios de Bosnia intentaron persuadirlo para que cambiara de opinión en una reunión de setenta horas. A pesar de no poder persuadir a Babić, Milošević dispuso que el parlamento SAO Krajina aprobara el plan en su lugar. Los partidarios de Babić y Milošević organizaron dos sesiones simultáneas separadas del parlamento de Knin, cada grupo proclamando la victoria. El 27 de febrero, Babić fue destituido como presidente de SAO Krajina luego de una intervención de Milošević. Fue reemplazado por Goran Hadžić. Babić se opuso al plan Vance porque consideraba que su aceptación, y el reemplazo de la JNA por UNPROFOR, representaría una aceptación "de facto" de la soberanía croata sobre el territorio que posee la SAO Krajina porque el Plan Vance trataba a ese territorio como parte de Croacia.
Croacia consideró que la UNPA era parte de su territorio y objetó cualquier reconocimiento oficial de los funcionarios de la SAO Krajina dentro de ellos. Temía que los serbios usaran la misión de Naciones Unidas para consolidarse dentro de las UNPAs. Las autoridades croatas consideraron que las únicas partes en el Plan Vance eran las autoridades de Belgrado, la Organización de las Naciones Unidas y Croacia.

## Hechos Posteriores

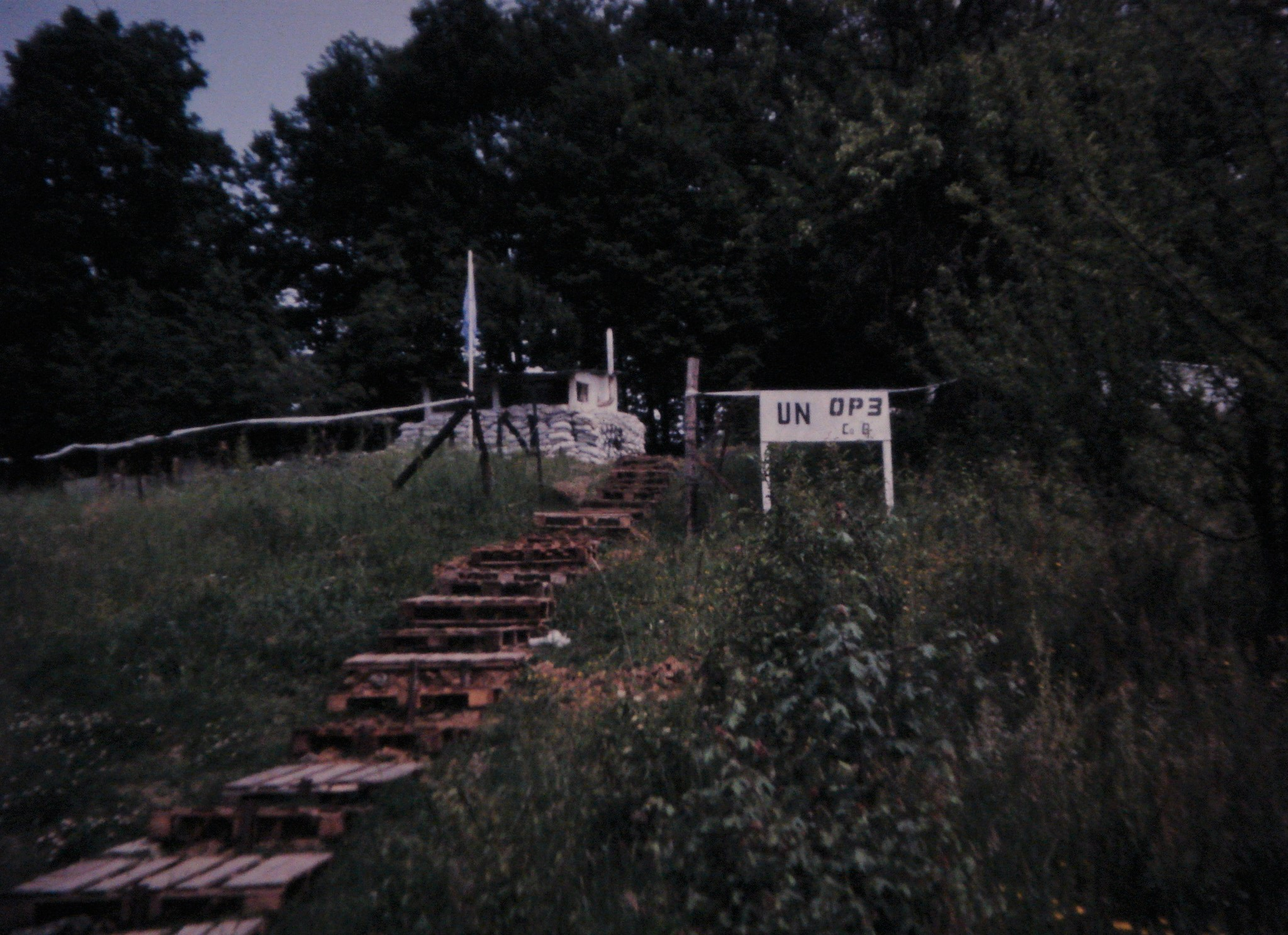
Puesto Observatorio de UNPROFOR - Contingente Argentino. 1994. Bukovčani, próximo a Lipik.

A pesar de que el Acuerdo de Ginebra requirió la retirada inmediata de personal y equipo del JNA de Croacia, éste permaneció allí por algunos meses. Cuando finalmente se retiraron, dejaron su equipo a las fuerzas de SAO Krajina, las que se denominarían Fuerzas de Defensa Territorial (TO - Teritorijalna Obradna).
El alto el fuego del 2 de enero permitió al JNA a conservar sus posiciones en Eslavonia Oriental y Occidental que estaban al borde del colapso militar. Como consecuencia de los problemas organizativos y las violaciones del acuerdo de alto el fuego anterior, UNPROFOR no comenzó a llegar hasta el 8 de marzo. y tomó dos meses para desplegarse completamente en las UNPAs. Aunque la UNPROFOR había colocado la mayor parte de las armas pesadas de la SAO Krajina en áreas de almacenamiento controladas conjuntamente por la ONU y los serbocroatas para enero de 1993, las tropas de mantenimiento de la paz no pudieron cumplir con las disposiciones del plan Vance, como el desarme de la milicia de la SAO Krajina, el regreso de los refugiados, el restablecimiento de la autoridad civil y el establecimiento de una fuerza policial étnica mixta. El ejército de SAO Krajina fue retitulado como policía (PJM) mientras la limpieza étnica de las áreas bajo su control continuó sin control.
UNPROFOR se vio obligada a impedir el regreso de los refugiados debido a las malas condiciones de seguridad. No se intentó establecer una fuerza policial étnica mixta. UNPROFOR tampoco eliminó las fuerzas de la SAO Krajina de áreas fuera de las UNPA que estaban bajo control serbio cuando se firmó el alto el fuego del Acuerdo de Implementación. Esas áreas, más tarde conocidas como las "zonas rosas"  se suponía que debían pasar al control croata desde el inicio. El fracaso de este aspecto de la implementación del Plan Vance convirtió a las Zonas Rosas en una fuente importante de fricción entre Croacia y la SAO Krajina.
En 1993, Croacia lanzó varias operaciones militares a pequeña escala contra la RSK para capturar objetivos locales significativos y captar la atención internacional. Su preocupación era que la situación sobre el terreno pudiera volverse permanente. En respuesta, las VRK recuperaron sus armas de los sitios de almacenamiento (Magazines) controlados por UNPROFOR y RSK, revirtiendo el único gran éxito de la fuerza de paz.
En marzo de 1995, la misión de la UNPROFOR se dio por terminada. La Operación de las Naciones Unidas para el Restablecimiento de la Confianza se envió a Croacia con un nuevo mandato. Posteriormente y en ese año, la mayor parte del territorio controlado por la RSK fue capturado por el HV durante las Operaciones Flash y Tormenta, lo que Babić previó cuando se opuso al plan Vance en 1991. Croacia recuperó el resto de las áreas controladas por los serbios luego del Convenio de Erdut negociado entre las autoridades croatas y serbias el 12 de noviembre de 1995 durante las conversaciones de paz que también produjeron los Acuerdos de Dayton.

## Lecturas Relacionadas
- Fuerza de Protección de las Naciones Unidas
- República Serbia de Krajina.
- Región Autónoma Serbia de Eslavonia Occidental.
- Historia de la Región Autónoma Serbia de Eslavonia Occidental.
- Orden de Batalla de las Fuerzas de Defensa Territorial de la Región Autónoma Serbia de Eslavonia Occidental.Orden de Batalla de las Fuerzas Serbias - Operación Bljesak.
- Batallón Ejército Argentino.